# Šídlo

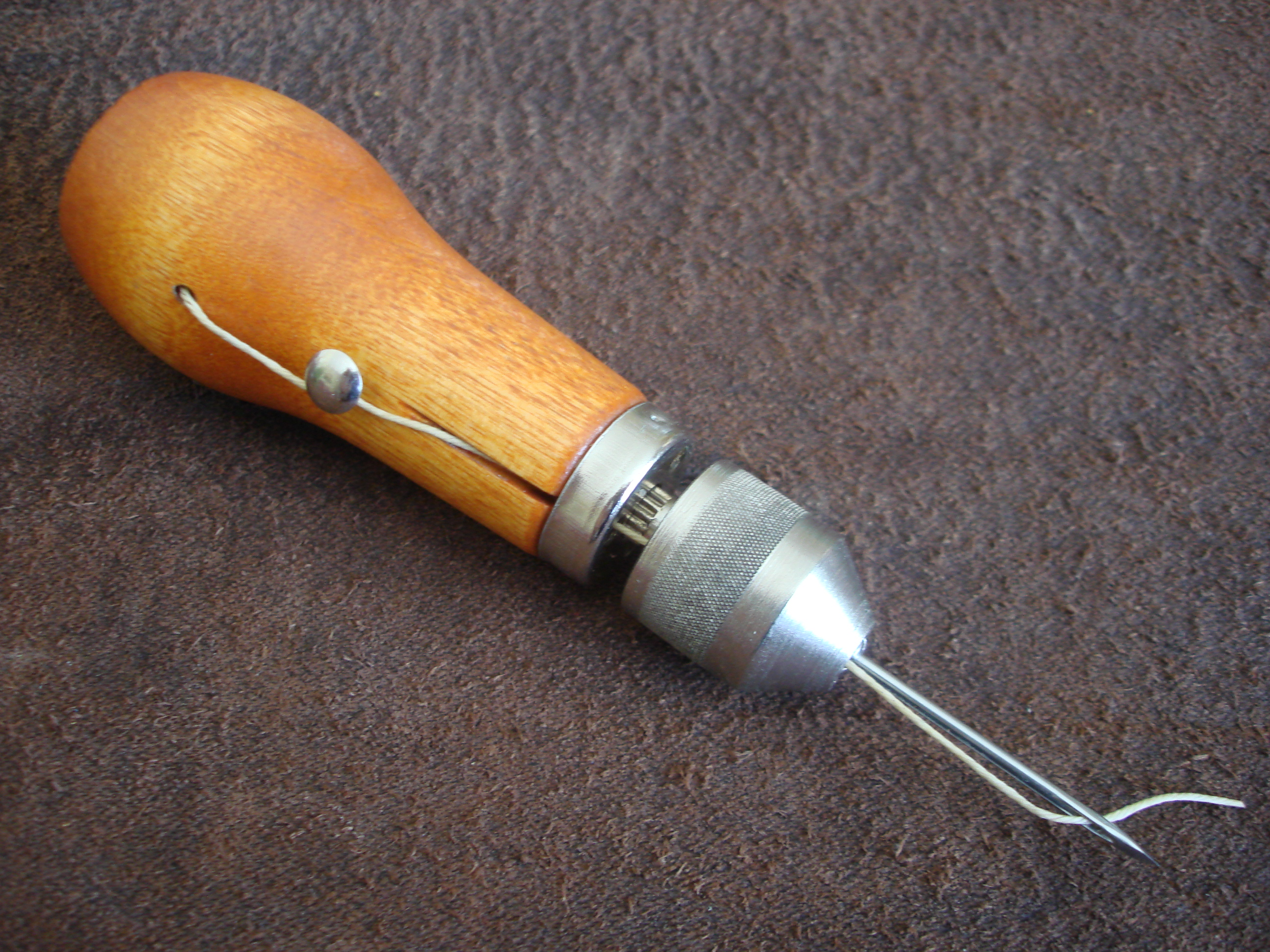
Šídlo

Šídlo je jednoduchý pracovní nástroj, který slouží k propichování otvorů do kůže. Používá se při ručním řemeslném sešívání dvou či více kusů kůží v obuvnictví, brašnářství a sedlářství.
Jedná se vlastně o větší masivní ostrou jehlu (ostrý hrot bez ouška), která je opatřena dřevěnou či plastovou rukojetí pro snadnější úchop, neboť propichování kůží vyžaduje relativně velkou fyzickou sílu. Modernější typy šídel mohou být opatřeny výměnnou hlavou, do které lze připevnit hroty různých velikostí.
Při šití kůže se na ni nejprve vyznačí v pravidelném rozestupu místa pro otvory, obvykle pomocí ozubeného kolečka. Po propíchání otvorů šídlem se kůže šije dratví za pomoci tupých jehel, které projdou otvorem vytvořeným šídlem a nepropíchnou kůži na nežádoucím místě. Místo šídla lze použít speciální děrovací dláta (vidličky), kterými se bez vyznačování vyseknou dva či více otvorů v daném rozestupu najednou. Pro šití tenčích kůží bez použití šídla se používají trojhranné jehly.